# أورق (ميانة)
أورق هي قرية في مقاطعة ميانة، إيران. عدد سكان هذه القرية هو 39 في سنة 2006.